# Сирийская яковитская церковь
Сири́йская якови́тская церковь, официальное наименование Сири́йский правосла́вный патриарха́т Антио́хии и всего́ Восто́ка, также известная как Сири́йская правосла́вная церковь (сир. ܥܺܕܬܳܐ ܣܽܘܪܝܳܝܬܳܐ ܬܪܺܝܨܰܬ݂ ܫܽܘܒܚܳܐ, ʿIdto Suryoyto Triŝath Šuḇḥo; араб. الكنيسة السريانية الأرثوذكسية‎) — одна из шести древневосточных православных церквей, признающих три Вселенских собора, также именуемых «нехалкидонскими» церквями, которая откололась от Антиохийской православной церкви в VI веке. При самоназвании «православная», Сирийская церковь (как и все другие древневосточные (ориентальные) православные церкви) своей богословской традицией отличается от православной традиции византийской церкви, строящей своё учение на решениях Халкидонского и последующих трёх соборов, и не состоит с ней в евхаристическом общении. Неофициально, чаще в разговорной речи, Сирийскую церковь не совсем корректно называют «Си́ро-якови́тской» по имени Иакова Барадея. Глава церкви носит титул Патриарх Антиохийский, согласно древней церковной традиции, патриарх обладает апостольской преемственностью от самого Апостола Петра. Церковь придерживается миафизитской доктрины в христологии и использует литургию Апостола Иакова, названная в честь Иакова брата Господеня. Сирийский язык является языком богослужения в церкви.
Церковь появилась в 512 году, когда патриарх Антиохийский Флавиан II был низложен римским императором Анастасием I Дикором, и в Лаодикее в Сирии был проведён синод, чтобы выбрать его преемника, которым стал теолог-миафизит Севир (ум. в 538 году). Его последующее низложение в 518 году за ересь не было признано частью клира придерживавшейся миафизитства, из-за чего теми был создан свой миафизитский патриархат, который возглавили Севир и его преемниками. В VI веке иерархическая структура миафизитов в регионе была ещё более упорядочена Иаковом Барадеем (ум. в 578 году), в то же время остальная часть клира, что не ушла в раскол, сохранила свою верность Антиохийской православной церкви, в будущем, однако, от церкви отпадут марониты.
В XVII веке, благодаря успешной деятельности иезуитов и кармелитов, у сиро-яковитов наметились тенденции по сближению с католической церковью. В 1662 году новым сирийским патриархом был избран Андрей Акиджан, который официально присоединил сиро-яковитов к католической церкви. Его преемник Петр VI Шахбаддин продолжал политику своего предшественника, он проводил политику по сближению правил и обрядов в соответствии с требованиями католиков. Однако большая часть клира и мирян была крайне недовольна сложившейся ситуацией, ввиду чего данная часть клира взбунтовалась и избрала себе нового патриарха Абдулмасиха I, дядю Шахбаддина, таким образом восстановив независимость церкви. После смерти Шахбаддина в 1702 году церковь на несколько десятилетий ушла из под власти Рима, пока Священный синод в 1782 году не избрал Михаила III Джарву, который вновь попытался подчинить сиро-яковитов папе римскому. Что однако не увенчалось успехом и после периода насилия и интриг церковь сохранила свою независимость, а католиками была создана параллельная структура известная как Сирийская католическая церковь).
Монастырь Мор Хананье был местом заседания патриарха с 1160 по 1932 год. Позже патриарх переехал в город Хомс из-за геноцида ассирийцев и последствий Первой мировой войны. С 1959 года кафедральным собором церкви является собор Святого Георгия в Дамаске. Церковь имеет автономное подразделение в Индии, а также архиепархии и патриаршие викариатства в странах, охватывающих шесть континентов.

## Название
Официально церковь называется «Сирийской православной церковью». Полное название — «Сирийский православный патриархат Антиохии и всего Востока». По-русски также известна как «Сиро-яковитская (православная) церковь», «Сирийская древневосточная церковь», «Сирийская ориентальная церковь», а её приверженцев обычно кратко именуют «яковитами».
Христиане, говорящие на сирийском языке, исходя из своей этнической принадлежности называют себя «Арамаями/Адураями/Сурьями». В большинстве языков уже давно используется специальное название, чтобы отличить церковь от государственного устройства Сирии. На арабском языке (государственном языке Сирии) церковь известна как «Кенисса сурьяния», поскольку термин «сурьяни» обозначает сирийский язык и народ. Представители кафологической церкви называют сирийскую церковь «яковитской» (в честь Иакова Барадея) из-за отделения сирийской церкви от остальных кафологических церквей и непризнания итогов Халкидонского собора 451 года. Некоторые историки называют церковь «Сирийской церковью», а термин «сириец» используется для описания общины сирийцев в древней Сирии. В XV веке термин «православие» (не путать с классическим православием) использовался для обозначения церквей, исповедовавших набор доктрин, в которые верили ранние христиане. С 1922 года термин «сирийский» начал использоваться для обозначения объектов, названных в честь Сирийской федерации. Поэтому в 2000 году Священный синод церкви постановил, что церковь должна быть названа «Сирийской православной церковью» в честь сирийского языка, официального богослужебного языка церкви.
Церковь не является этнически исключительной, но существуют две основные этнические группы, индентифицирующие себя как «ассирийцы» и «арамеи». «Сурьойе» - это термин, используемый для обозначения сирийцев в диаспоре. Сирийская православная идентичность включает в себя вспомогательные культурные традиции Ассирийской империи и арамейских царств. Церковные традиции выкристаллизовались, благодаря сохранению их историй и обычаев, к XII-му веку. С 1910-х годов идентичность сирийского православия в Османской империи была в основном религиозной и языковой.
В недавних работах американского историка ассирийского происхождения Саргона Донабеда указывается, что приходы в США первоначально использовали ассирийские обозначения в своих официальных английских названиях, также отметив, что в некоторых случаях эти обозначения позже были изменены на сирийские, а затем на сирийско-арабские, в то время как некоторые другие приходы всё ещё продолжают использовать ассирийские обозначения.

## История

### Ранний период
Церковь берёт своё начало из результатов богословских споров V—VII веков, когда группировка несториан не приняла решения Халкидонского собора и отпала от Антиохийской православной Церкви, создав свою параллельную структуру. В 512 году халкидонский патриарх Флавиан II был низложен императором Анастасием I (ум. в 518 году), и 6 ноября 512 года на синоде в Лаодикее в Сирии был избран теолог-миафизит Севир Антиохийский (ум. в 538 году), который был рукоположен 16 ноября в Золотом храме. Однако уже в 518 году он был низложен императором Юстином I (ум. 527) за пропаганду ереси. Был назначен новый патриарх, которым стал Павел Иудей. Однако, часть клира, что не признала решение собора, ушла в раскол и создала свою параллельную структуру во главе с Севиром, который укрылся в Александрии, которая после окончательного этно-конфессионального разделения в империи становится Сиро-яковитской церковью. Нехалкидонская община была разделена между «севирианами» (последователями Севира) и афтартодокетианцами, и это разделение оставалось нерёшенным до 527 года. Севериане продолжали признавать Севира законным миафизитским патриархом Антиохии вплоть до его смерти в 538 году, а затем продолжили следовать за его преемниками.
Появление термина «яковитская» связано с именем эдесского епископа Иакова Барадея — фактического основателя Сиро-яковитской церкви. Он фактически воссоздал церковную иерархию несториан, поскольку та была практически уничтожена римскими властями. Епископу Иакову Барадею (умер в 578 году) приписывают рукоположение большей части миафизитской иерархии, когда он столкнулся с жестокими преследованиями в VI веке. Он был рукоположен монофизитскими епископами, низложенными Юстинианом, в епископы всех монофизитов Сирии и Месопотамии, после чего 30 лет ходил по монофизитским регионам и рукополагал там пресвитеров и епископов, установляя тем самым монофизитскую иерархию. Это было сделано в противовес кафологической Антиохийской церкви, что привело к тому, что Сирийская православная церковь стала известна в народе как «якобитская» церковь, в то время как классические православные верующие были известны в народе как «мелькиты», что происходит от сирийского слова, обозначающего царя, «малка» (позже это наименование было присвоено себе греко-католиками).

### Средневековье
Из-за многих исторических потрясений и связанных с ними трудностей, которые пришлось пережить Сирийской православной церкви, руководство церковью было вынуждено эмигрировать в Месопотамию. К концу VI века яковитский митрополит жил в монастыре Map Маттаи в Месопотамии. В 629 году на собрании, состоявшемся в Map Маттаи, с одобрения антиохийского патриарха Афанасия Погонщика верблюдов был поставлен «великий митрополит», или «католикос», юрисдикция которого включала более 12 диоцезов Востока. Первым великим митрополитом был Маруфа Тагритский (629—649). Глава сирийских христиан в Месопотамии носил титул «мафриан», который был принят в 629 году, дабы отличать миафизитских иерархов от несторианских. Иоанн III из Седре был избран и рукоположен в патриархи после смерти Афанасия I Гаммоло в 631 году нашей эры, за которой последовало падение римской Сирии и мусульманское завоевание Леванта. Иоанн и несколько епископов были вызваны к Умайру ибн Саду аль-Ансари, эмиру арабской провинции Химс, чтобы принять участие в открытой дискуссии о христианстве и представлять всю христианскую общину, включая несирийские православные общины, такие как сирийские православные греки. Эмир потребовал перевода Евангелия на арабский язык, чтобы подтвердить убеждения Иоанна, что, согласно Хронике Михаила Сирийца, было первым переводом Евангелий на арабский язык.
«Житие Иакова Барадея», написанное в VIII веке, свидетельствует об определённой конфессиональной и социальной дифференциации между диофизитами и миафизитами (сирийскими православными). Более подробная агиография показывает, что сирийские православные христиане (называемые в этой работе «сирийскими якобитами»: suryoye yaquboye) отождествляли себя с историей Иакова больше, чем с историей других святых. Египетский историк и епископ-миафизит Северус ибн аль-Мукаффа (ок. 897 года) говорит о якобитском происхождении и почитании Иакова Барадея. Он утверждал, что в отличие от классических православных христиан (которых называли мелькитами), якобиты-миафизиты никогда не поступались своими убеждениями, чтобы завоевать расположение римских императоров, как это сделали мелькиты.
В X веке, после возвращения Ромейской империей Каппадокии, Киликии и Сирии, император поощрял заселение сирийцами эти пограничные земли, и период экономического и интеллектуального расцвета сирийских православных общин продолжался с 950 по 1020 год. Сирийский патриарх Иоанн Саригта и два его преемника жили в монастыре Бэрид недалеко от Мелитены, одном из многих вновь основанных монастырей того времени, а сирийские православные христиане получили доступ к работе в государственном аппарате империи. Богатство и влияние сирийских православных общин затем вызвали конфликты с официальной православной церковью, которая начала преследовать яковитскую церковь, вынудив патриарха Дионисия IV перенести резиденцию в мусульманскую Амиду.
До начала крестовых походов в XI веке сирийцы занимали большую часть холмистой местности Джазира (Верхняя Месопотамия). В Антиохии, после гонений XI-го века со стороны ромеев, сирийская церковь была почти полностью уничтожена. Ситуация изменилась в XII веке, когда были созданы государства крестоносцев. Учёные в целом сходятся во мнении, что отношения между сирийскими православными и католиками в Утремере были хорошими. Сирийское население в княжестве Антиохия росло, в том числе из-за притока беженцев, что также проявилось в строительстве ещё двух церквей. За это время Антиохию посетили несколько сирийских православных патриархов, некоторые даже основали там временные резиденции, и сирийские клирики в Антиохии были даже готовы перейти под власть Рима. Тем не менее, они оставались официально независимыми, хотя также вели переговоры с ромеями и латинянами о церковной унии.
В 1293 году патриаршая резиденция была перенесена из монастыря Мор Бар Саума, где патриархи проживали с 1166 года, в монастырь Мор Хананье в юго-восточной Анатолии близ Мардина, где он оставался до 1933 года, когда переехал в Хомс в Сирии.
В период расцвета в XII веке границы патриархата Сирийской церкви достигли Средней Азии и охватили 20 митрополий и более 100 епархий. С 1293 года каждый патриарх Сирийской православной церкви носит имя Игнатий, в честь святого Игнатия Антиохийского, как преемника его кафедры.
В 1393—1404 годах церковь подверглась жестокому преследованию со стороны Тамерлана, в связи с чем численность сирийских христиан резко упала, так что в XVI веке патриархат включал всего 20 епархий.

### Новое время
Один из выдающихся церковных деятелей того периода, Моисей из Мардина (1549–1592 гг.), был дипломатом от Сирийской православной церкви в Риме в XVI веке.
К началу 1660-х годов 75% из 5000 сирийских православных в Алеппо приняли католичество благодаря успешной деятельности иезуитов и кармелитов. В Риме желали полностью подчинить якобитов своей власти, для этого они поставили своего патриарха Андрея Ахиджана, который присоединил якобитов к католикам, основав Сирийскую католическую церковь. Его преемник Петр VI Шахбаддин продолжал политику своего предшественника, он проводил политику по сближению правил и обрядов в соответствии с требованиями католиков. Однако большая часть клира и мирян была крайне недовольна сложившейся ситуацией, ввиду чего данная часть клира взбунтовалась и избрала себе нового патриарха Абдулмасиха I, дядю Шахбаддина, таким образом восстановив независимость церкви. В свою очередь Конгрегация евангелизации народов и европейские дипломаты не сдавались и с помощью подкупа, а также разного рода обещаниями смогли убедить султана признать Ахиджана единственным главой церкви, и тогда Порта согласилась и предупредила сирийских православных, что они будут считаться врагами, если не признают нового католического иерарха. Позже османский султан изменил своё мнение, решив, что греко-католики для него будут намного опаснее чем якобиты, которые не имели иностранной поддержки, он начал поддерживать традиционных якобитов, а греко-католиков активно преследовать. После смерти Шахбаддина в 1702 году церковь на несколько десятилетий ушла из под власти Рима, пока Священный синод в 1782 году не избрал Михаила III Джарву, который вновь попытался подчинить сиро-яковитов папе римскому. Что однако не увенчалось успехом и после периода насилия и интриг со стороны католиков церковь смогла сохранить свою независимость, а католиками была создана параллельная структура известная как Сирийская католическая церковь).
Около 1665 года многие христиане апостола Фомы из Кералы, Индия, решили перейти под управление Сирийской православной церкви, сирийцы в свою очередь создали Маланкарскую сиро-яковитскую церковь. Церковь Маланкары, объединившаяся под руководством Мар Тома I, приветствовала Григория Абдал Джалиля, который упорядочил каноническое рукоположение Мар Тома I в качестве избранного епископа малабарских сирийских христиан.
В XIX веке различные сирийские христианские конфессии не рассматривали себя как часть одной этнической группы. Во время реформ танзимата (1839–1878 гг.) сирийским якобитам был предоставлен независимый статус, поскольку в 1873 году они получили признание своих общин, помимо армян и греков.
В 1860 году престол мафриана Востока (Мосула) был упразднён.
В конце XIX-го века сирийская православная община Ближнего Востока, в основном из городов Адана и Харпут, начала процесс создания сирийской диаспоры, одним из первых направлений которой в 1890-х годах стали Соединенные Штаты. Позже, в Вустере, штат Массачусетс, была построена первая сиро-яковитская церковь в Соединенных Штатах.
Также в конце 1800-х годов реформаторская фракция христиан Святого Фомы в Индии покинула церковь и присоединилась к протестантам.
Массовые убийства армян в 1894—1896 годах затронули также сирийскую православную общину, когда, по разным оценкам, было убито 105 000 христиан. К концу XIX века на Ближнем Востоке оставалось 200 000 сирийских православных христиан, большинство из которых были сосредоточены вокруг монастыря Шафран, патриаршей резиденции.
В 1870 году в окрестностях Диярбакыра насчитывалось 22 сирийских православных поселения. В 1870–1871 годах в Диярбакыре проживало 1434 православных сирийца. 10 декабря 1876 года патриарх Игнатий Пётр IV рукоположил Геваргезе Григория Парумальского в сан митрополита. Соперничество внутри Сирийской православной церкви в Тур-Абдине привело к тому, что многие ушли к католикам.

#### Геноцид в 1914–1918 гг.
Тяжёлое испытание выпало на долю этой церкви и после Первой мировой войны, когда в Турции происходила жестокая резня христиан. Османские власти убивали и депортировали православных сирийцев, а затем грабили и присваивали их имущество. В течение 1915–1916 годов число православных сирийцев в провинции Диярбакыр сократилось на 72%, а в провинции Мардин на 58%. Это вызвало бегство населения.

#### Межвоенный период
В 1924 году из монастыря Дер эз Зафаран патриарх переехал в сирийский город Хомс, а в 1959 году — в Дамаск, где находится и сейчас. В 1924 году резиденция патриарха была перенесена в сирийский город Хомс после того, как Кемаль Ататюрк изгнал его из Турции, но церковные клирики успели забрать с собой библиотеку монастыря. Сирийские православные деревни в Тур-Абдине пострадали от курдских погромов 1925–1926 годов, после чего началось массовое бегство в Ливан, северный Ирак и особенно в Сирию. В результате этого, к примеру, начале 1920-х годов был основан город Камышлы, его основали сирийские православные беженцы, спасавшимися от геноцида.

#### Современный период
В 1959 году резиденция патриарха была перенесена в столицу Сирии Дамаск. В середине 1970-х годов, разным по оценкам, число сирийских православных христиан, проживавших в Сирии, составляло 82 000 человек. В 1977 году число последователей сирийской православной церкви в епархиях диаспоры составляло: 9 700 в епархии Центральной Европы; 10 750 в епархии Швеции и соседних странах. 27 октября 1971 года папа Павел VI и яковитский патриарх мар Игнатий Якуб III подписали декларацию, исповедующую общую веру в Христа. Иоанн Павел II, встречаясь 23 июня 1984 года с маран мар Игнатием Заккой I Ивасом, подтвердил ранее выработанные определения.
20 октября 1987 года Геваргезе Мар Грегориос из Парумалы был причислен к лику святых Игнатием Заккой I Ивасом, патриархом сирийской церкви, разрешившим внести дополнения в диптихи. В настоящее время официальная резиденция Сирийской православной церкви находятся у ворот Баб Тума в Дамаске, столице Сирии.
Патриархом церкви с 14 сентября 1980 года по 21 марта 2014 года являлся Патриарх моран мор Игнатий Закка I Ивас.
31 марта 2014 года новым патриархом церкви был избран Игнатий Ефрем II Керим.
Церковь имеет 2 семинарии, многочисленные колледжи и другие учебные учреждения, а также международный христианский образовательный центр. Духовенство готовит Сирийская православная семинария им. св. Ефрема, основанная в 1939 году в Мосуле (Ирак), но в 1960-х годах перебравшаяся в Ливан. В 1968 году были открыты новые факультеты в Атшане, близ Бейрута, но гражданская война в Ливане заставила перенести занятия в Дамаск. В 1996 году открыты новые отделения семинарии Святого Ефрема в Сайедная, близ Дамаска.

## Управление

### Патриархи Сирийской православной церкви
Верховный глава Сирийской православной церкви именуется «патриархом Антиохийским» в связи с доктринальными претензиями сиро-яковитов к Антиохийской церкви в соответствии с пентархиями. Считаясь «отцом отцов», он должен быть рукоположён в сан другими епископами. Он является главным администратором Священного Синода и курирует духовные, административные и финансовые вопросы церкви. Он управляет внешними отношениями с другими церквами и подписывает соглашения, трактаты, контракты, пастырские энциклики (буллы), пастырские послания, касающиеся церковных дел.

### Мафриан, или католикос Индии
Вторым по рангу после патриарха в Сирийской церкви является «мафриан» или католикос Индии. Он является важным должностным лицом, руководящим церковью, когда патриаршество становится вакантным после смерти патриарха, наблюдающим за выборами следующего патриарха и ведущим церемонию рукоположения нового главы церкви. Мафриан находится в Индии и является главой Маланкарской сиро-яковитской церкви и подчиняется власти патриарха. На совместных соборах мафриан восседает справа от патриарха и возглавляет региональный синод церкви в Индии с санкции патриарха.

### Архиепископы и епископы
Титул «епископ» происходит от греческого слова episkopos, означающего «тот, кто надзирает». Епископ – это духовный руководитель церкви, имеющий различные звания. По церковной иерархии перед епископами обычно идут митрополиты, а потом архиепископы, при них могут быть викарные епископы.

### Священники
Священник (кашишо) – это представитель духовенства, одной из ступеней церковной иерархии, рукополагаемый на совершение таинств соответственно его чину. В отличие от католической церкви, сирийские дьяконы могут вступать в брак до рукоположения в священники, однако после рукоположения в священники они уже не могут вступать в брак. Среди священников существует почётное звание хорепископа, который имеет привилегии «первого среди священников» и получает цепь с крестом и особые украшения для облачения. Хорепископ – это высший сан, до которого женатый мужчина может быть возведён в Сирийской церкви. Ранги выше хорепископа принадлежат к чёрному монашеству, которым брак запрещён.

### Диаконы
В сирийской православной традиции диаконы разного ранга наделяются особыми обязанностями. Существует шесть диаконских званий:
1. Улмойо (верный)
2. Мавдионо (исповедник веры)
3. Мзамроно (певец)
4. Куройо или Коруйо (чтец)
5. Афудиакно (иподиакон)
6. Евангелойо (архидиакон)
7. Масамсоно (протодиакон)

Только полный диакон может брать кадило во время Божественной литургии, чтобы помогать священнику. В сирийской церкви из-за нехватки дьяконов священнику могут помогать алтарные помощники, не имеющие звания диакона.
Исторически сложилось так, что в индийской церкви местный глава назывался архидиаконом, который был церковным авторитетом христиан церкви Святого Фомы в Малабарском регионе Индии.

### Диаконисы
Посвященная в сан диакониса имеет право входить в святилище только для уборки, зажигания лампад и только для причащения женщин и детей младше пяти лет. Она может читать Священное Писание, Святое Евангелие на общественных собраниях. Звание диакониссы также может быть присвоено певчей девушке из церковного хора. Диаконисса не может быть рукоположена в певчие до достижения пятнадцатилетнего возраста. Служение диакониссы помогает священнику и диакону за пределами алтаря, в том числе при крещении женщин и помазании их святым миром.
Хотя это звание существует, оно присуждается редко.

## Богослужение

### Библия
В Сирийской церкви используют Пешитту (с сирийского переводится как «простой, распространенный») в качестве своего варианта Библии. Считается, что книги Нового Завета этой Библии были переведены с греческого на сирийский язык в период с конца I века до III века нашей эры. Ветхий Завет Пешитты был переведён с иврита, вероятно, во II веке. Новый Завет Пешитты, из которого первоначально были исключены некоторые спорные книги, стал стандартом к началу V века, заменив две ранние сирийские версии Евангелий.

### Церковная доктрина
Богословие Сирийской православной церкви основано на Никейском символе веры. Сирийская православная церковь учит, что это Единая, Святая, Соборная и Апостольская Церковь, основанная Иисусом Христом по его Великому Поручению, что её митрополиты являются преемниками апостолов Христа, а Патриарх является преемником Апостола Петра, которому Иисус Христос даровал первенство. Церковь признаёт решения трёх первых соборов, состоявшиеся в Никее в 325 году, в Константинополе в 381 году и в Эфесе в 431 году, которые определили формулировку и раннюю интерпретацию христианских доктрин.
Сирийская православная церковь является частью Древневосточных церквей, особое сообщество церквей, отказавшихся признать решения Халкидонского собора в 451 году. Доктрина церкви отличается тем, что согласно их учению Христос является «Единой природой — воплощённым Логосом, обладающим полной человечностью и полной божественностью». Точно так же, как люди происходят от своих матерей и отцов, а не в своих матерях и отцах, такова и природа Христа. После халкидонского собора в кафологических церквях принята следующая доктрина: «Христос имеет две природы: человеческую и божественную». Это доктринальное различие, которое отделило сирийскую церковь от остального христианского мира. Церковь верит в тайну Боговоплощения и почитает Деву Марию как Богородицу.
Отцы Сирийской церкви дали богословское толкование первенству Апостола Петра. Они были полностью убеждены в уникальном служении Петра в раннехристианской общине. Ефрем Сирин, Афраат и Маруфа безоговорочно признали служение Петра. Различный порядок совершения литургий, используемых для освящения церковных зданий, бракосочетаний, рукоположений и т.д., показывает, что первенство Апостола Петра является частью церковной доктрины, что однако не является принятием примата папы римского в понимании католической церкви.
Среди культовых особенностей крещение «триединым» обливанием, особая форма крестного знамения. Широко распространено монашество, почитаемы монахи, совершающие отшельнический подвиг. Большая часть церкви с 1955 года пользуется григорианским календарём, однако Пасха и связанные с ней праздники отмечаются по юлианскому календарю. Юлианский календарь используют и храмы, находящиеся на Святой Земле.

### Язык
- Сирийский язык, как наиболее распространённый вариант арамейского языка в раннюю христианскую эпоху, используется Сирийской православной церковью в двух основных формах: классический сирийский язык традиционно используется в качестве основного языка богослужения и языка церковной литературы, в то время как на новоарамейском языке, известном как туройо, говорят как на наиболее распространённом народном языке[98][99].
- Арабский язык стал доминирующим языком в Сирии, Ливане, Палестине и Египте к XI веку[100]. Сирийское православное духовенство писало на арабском языке, используя гаршуни, сирийскую письменность в XV веке, а позже перешло на арабскую вязь[100]. Английский миссионер в 1840-х годах отметил, что арабская речь сирийцев была смешана с сирийской лексикой[100]. Они выбрали арабские и мусульманские имена, в то время как у женщин были библейские имена[100].
- Древнегреческий язык исторически использовался (наряду с сирийским) в самые ранние периоды, во время и после разделения (V—VI века), но его использование постепенно сокращалось[101].
- Языки малаялам, тамильский, каннада в настоящее время используются в Индии. Диалект языка малаялам известный как «каршони» или «сирийский малаялам» использует сирийский алфавит, который был популярен среди христиан Апостола Фомы (также известных как сирийские христиане) из Кералы в Индии[102][103][104][105]. Эту письменность в регионе Керала широко использовали до XIX века.
- В диаспорах наряду с сирийским языком используются английский, шведский, немецкий, голландский, турецкий, испанский, португальский.

### Литургия
В церкви используется литургия святого Иакова, в основе своей применяется западно-сирийский обряд, богослужение называется «Святой Куробо», что на сирийском языке означает Евхаристия. Литургия святого Иакова совершается по воскресеньям и в особых случаях. Святая Евхаристия состоит из чтения Евангелия, Библии, молитв и песнопений. Чтение литургии осуществляется в соответствии с определёнными частями, которые поются председательствующим, чтецами, хором и собравшимися верующими в определённое время в унисон. Помимо определённых чтений, молитвы поются в форме песнопений и мелодий. Сотни мелодий сохранились в книге, известной как «Бет Газо», которая является ключевым источником для сирийской православной церковной музыки.
В 1983 году французский этномузыковед Кристиан Поче выпустил аудиозаписи литургической музыки Сирийской православной церкви. В своих заметках для Антологии традиционной музыки ЮНЕСКО он описал литургическую музыку общин в Антиохии, Тур-Абдине, Эдессы, Мардине в современной Турции, а также в Алеппо и Эль-Камышлы в современной Сирии.

### Молитвы
Сирийское православное духовенство и миряне соблюдают режим из семи молитв в день, которые произносятся в определенное время в соответствии с псалмом 119 (смотреть Шехимо). Согласно сирийской традиции, церковный день начинается на закате, а канонические часы основаны на западносирийском обряде:
- Вечерняя молитва или «рамшо» (вечерня)[109]
- Ночная молитва или «суторо» (повечерие)[110]
- Полуночная молитва или «лилё» (заутреня)
- Утренняя молитва или «сафро» (лауды, 6 часов утра)
- Третий час молитвы или «толс шоин» (третий час, 9 часов утра утра)
- Шестой час молитвы или «селс шоин» (шесты́й час, 12 часов дня)
- Девятый час или «тша шоин» (девятый час, 3 часа дня)

### Таинства
Семью святыми таинствами церкви являются:
- Миропомазание (миропомазание Святым Духом)
- Крещение
- Исповедь
- Святое причастие[111]
- Брак
- Елеосвящение (помазание больных)
- Священство[112]

### Церковные облачения
Духовенство Сирийской церкви имеет уникальные литургические облачения в соответствии со своим иерархическим порядком: диаконы, священники, хористы, епископы и патриархи носят разные облачения.
Епископы обычно носят чёрную или красную мантию с красным поясом. Они не должны надевать красную мантию в присутствии патриарха, поскольку патриарх имеет первочередное право ношения красной мантии. Епископы, посещающие епархию за пределами своей юрисдикции, также носят чёрные одеяния в знак уважения к епископу епархии, который один носит красные одеяния. Во время таинств они держат в руках посох, стилизованный под змею, символизирующий жезл Моисея. Хорепископы носят чёрную или фиолетовую мантию с фиолетовым поясом. Епископы и хорепископы носят ручные кресты.
Священник также носит «фиро», или шапочку, которую он должен надевать во время публичных молитв. Монахи также носят «маснапсо», капюшон. У священников также есть церемониальная обувь, которая называется «мсоне». Без этой обуви священник не может раздавать и осуществлять евхаристию с верующими. Ещё есть белое одеяние, называемое «кутино», символизирующее чистоту. Поверх этого белого одеяния надевается хамнико, или палантин. Затем он носит пояс, называемый «зеноро», и «зенде», что означает рукава. Если священник является епископом, он надевает митру-покрывало поверх «маснапсо». Поверх этого облачения надевается риза, называемая «файно». «Батрашил», или паллий, надевается епископами поверх «файно», а хорепископы носят полукафтан поверх «файно», подобно «хамнихо», которые носят священники. Обычная одежда священника – чёрная ряса. В Индии из-за жаркой погоды священники обычно носят белые одеяния, за исключением молитв в церкви, когда они надевают чёрную мантию поверх белой. Дьяконы носят «фиро», белое кутино (одеяние), а люди ранга «куройо» и выше носят «палантин» различной формы в зависимости от их ранга. Диакониса носит палантин, свисающий с плеча на манер архидьякона.

## Распространение в мире

### Демография
- Монастырь Мар-Маттай, Ирак.
- Монастырь Святого Марка в Иерусалиме.
- Монастырь Мор-Габриэль, Турция.
- Монастырь Мар-Авген, Турция.
- Монастырь Святого Георгия, Индия.
- Монастырь Святого Игнатия, Индия.
- Монастырь Мор Хананье.

Первоначально резиденция патриарха находилась в Антиохии (современная Турция), но из-за преследований со стороны арабов-мусульман, патриарх поселился в монастыре Мор Хананье около Мардина с 1160–1933 гг., после в Хомсе в 1933–1959 гг. и Дамаске с 1959 года. Исторически сложилось так, что последователями церкви являются в основном этнические ассирийцы и арамеи, которые составляют коренное доарабское население современных Сирии, Ирака и юго-восточной Турции. Диаспора также распространилась из Леванта, Ирака и Турции по всему миру, особенно в Швеции, Германии, Великобритании, Нидерланды, Австрия, Франция, США, Канада, Гватемала, Аргентина, Бразилия, Австралия и Новая Зеландия.
Члены церкви разделены на 26 архиепархий и 13 патриарших викариатств.
По разным оценкам, церковь насчитывает 600 000 прихожан из Сирии, в дополнение к 2 миллионам членов якобитской сирийской христианской церкви в Индии. Кроме того, среди новообращённых есть представители народа майя в Гватемале, в Южной Америке также существует крупная сирийская община, насчитывающая до 1,5 миллиона. По данным ученого Джеймса Минахана, около 26% ассирийцев принадлежат к Сирийской яковитской церкви.
Число сирийцев в Турции выросло из-за беженцев из Сирии и Ирака, спасающихся от ИГИЛ, а также сирийцев, приехавших из диаспоры, чьи предки бежали из региона во время конфликта Турции и РПК (с 1978 года), возвращаются и восстанавливают свои дома. Деревня Кафр, к примеру, населена сирийцами родившимися в Германии и Швейцарии.
Сирийская диаспора насчитывает около 80 000 членов в США, 80 000 в Швеции, 100 000 в Германии, 15 000 в Нидерландах, 200 000 членов в Бразилии, Швейцарии и Австрии.
Последователи Сирийской православной церкви живут также в Индии, Армении, Ираке, Египте и Эфиопии. Из 11 непосредственно подчинённых патриарху епархий современной Сирийской церкви 4 находятся в Сирии, 2 — в Турции, 2 — в Ираке, по 1 — в Ливане, Израиле и США. Численность верующих самых больших общин около 680 тысяч человек в Сирии и около 1 200 000 в Индии (не включая Маланкарскую церковь).

### Зарубежные источники
- Akgündüz, Emrullah. Some Notes on the Syriac Christians of Diyarbekir in the Late 19th Century: A Preliminary Investigation of Some Primary Sources // Social Relations in Ottoman Diyarbekir, 1870–1915. — Leiden-Boston : Brill, 2012. — P. 217–240. — ISBN 978-90-04-22518-3.
- Armbruster, Heidi. Homes in Crisis: Syrian Orthodox Christians in Turkey and Germany // New Approaches to Migration? Transnational Communities and the Transformation of Home. — London : Routledge, 2002. — P. 17–33. — ISBN 978-1-134-52377-1.
- Atto, Naures. Hostages in the Homeland, Orphans in the Diaspora: Identity Discourses Among the syrian/Syriac Elites in the European Diaspora. — Leiden : Leiden University Press, 2011. — ISBN 978-90-8728-148-9.
- Atto, Naures. The Myth of an Ideal Leader: The Case of the Syriac Orthodox Community in Europe // Orthodox Identities in Western Europe: Migration, Settlement and Innovation. — Farnham : Ashgate Publishing, 2014. — P. 51–66. — ISBN 978-1-317-08491-4.
- Atto, Naures. Syriac Orthodox Leadership in the Post-Genocide Period (1918–26) and the Removal of the Patriarchate from Turkey // Let Them Not Return: Sayfo - The Genocide Against the syrian, Syriac, and Chaldean Christians in the Ottoman Empire / Naures Atto, Soner O. Barthoma. — New York-Oxford : Berghahn Books, 2017. — P. 113–131. — ISBN 978-1-78533-499-3.
- Aydin, Edip. The History of the Syriac Orthodox Church of Antioch in North America: Challenges and Opportunities. — Crestwood, NY : Saint Vladimir's Orthodox Theological Seminary, 2000.
- Aydin, Mor Polycarpus Augin (2018-07-03). The Syriac tradition of the work of the Holy Spirit in the Church to make it One, Holy, Catholic and Apostolic. International Journal for the Study of the Christian Church. 18 (2–3). Informa UK Limited: 124–131. doi:10.1080/1474225x.2018.1516428. ISSN 1474-225X. S2CID 150675986.
- Bardakci, M. Religious Minorities in Turkey: Alevi, Armenians, and Syriacs and the Struggle to Desecuritize Religious Freedom / M. Bardakci, A. Freyberg-Inan, C. Giesel … [и др.]. — Palgrave Macmillan UK, 2017. — ISBN 978-1-137-27026-9.
- Barsoum, Ignatius Aphram. The History of Tur Abdin. — Piscataway, NJ : Gorgias Press, 2008. — ISBN 978-1-59333-715-5.
- Baum, Wilhelm. The Church of the East: A Concise History / Wilhelm Baum, Dietmar W. Winkler. — London & New York : Routledge-Curzon, 2003. — ISBN 978-1-134-43019-2.
- Benni, C.B. The Tradition of the Syriac Church of Antioch, Concerning the Primacy and the Prerogatives of St. Peter and of His Successors the Roman Pontiffs. — Burns, Oates, 1871.
- Borbone, Pier Giorgio. From Tur 'Abdin to Rome: The Syro-Orthodox Presence in Sixteenth-Century Rome // Syriac in its Multi-Cultural Context. — Leuven : Peeters Publishers, 2017. — P. 277–287. — ISBN 978-90-429-3164-0.
- Brock, Sebastian P. Studies in Syriac Christianity: History, Literature, and Theology. — Aldershot : Variorum, 1992. — ISBN 978-0-86078-305-3.
- Brock, Sebastian P. Syriac Studies: A Classified Bibliography, 1960–1990. — Kaslik : Parole de l'Orient, 1996.
- Brock, Sebastian P. A Brief Outline of Syriac Literature. — Kottayam : St. Ephrem Ecumenical Research Institute, 1997.
- Brock, Sebastian P. (1999). The Importance of the Syriac Traditions in Ecumenical Dialogue on Christology. Christian Orient. 20: 189–197.
- Brock, S.P. The Hidden Pearl: At the turn of the third millennium ; the Syrian Orthodox witness / S.P. Brock, D.G.K. Taylor. — Trans World Film Italia, 2001.
- Brock, Sebastian P. The Syriac Churches in Ecumenical Dialogue on Christology // Eastern Christianity: Studies in Modern History, Religion and Politics. — London : Melisende, 2004. — P. 44–65. — ISBN 978-1-901764-23-9.
- Brock, Sebastian P. Fire from Heaven: Studies in Syriac Theology and Liturgy. — Aldershot : Ashgate, 2006. — ISBN 978-0-7546-5908-2.
- Brock, Sebastian P. The Syrian Orthodox Church in the Modern Middle East // Eastern Christianity in the Modern Middle East. — London & New York : Routledge, 2010. — P. 13–24. — ISBN 978-1-135-19371-3.
- Brock, Sebastian P. (2017). Patriarch Severos' Letter on his Flight from Antioch in 518 (PDF). Hugoye: Journal of Syriac Studies. 20 (1): 25–50. doi:10.31826/hug-2018-200103. S2CID 212688775. Архивировано (PDF) 2022-06-20. Дата обращения: 2021-02-21. {{cite journal}}: |archive-date= / |archive-url= несоответствие временной метки; предлагается 20 июня 2022 (справка)
- Brock, S.P. Gorgias Encyclopedic Dictionary of the Syriac Heritage / S.P. Brock, G. Kiraz, Gorgias Press … [и др.]. — Gorgias Press, 2011. — ISBN 978-1-59333-714-8.
- Chaillot, Christine. The Syrian Orthodox Church of Antioch and All the East: A Brief Introduction to Its Life and Spirituality. — Geneva : Inter-Orthodox dialogue, 1998.
- Chatonnet, Francoise Briquel. The Syriac World: In Search of a Forgotten Christianity / Francoise Briquel Chatonnet, Muriel Debie. — Yale University Press, 2023. — ISBN 978-0-300-27125-6.
- Clements, Henry (2019). Documenting Community in the Late Ottoman Empire. International Journal of Middle East Studies. 51 (3): 423–443. doi:10.1017/S0020743819000369. S2CID 201442968. Архивировано 2023-07-08. Дата обращения: 2021-02-20. {{cite journal}}: |archive-date= / |archive-url= несоответствие временной метки; предлагается 8 июля 2023 (справка)
- Curta, F. Great Events in Religion: An Encyclopedia of Pivotal Events in Religious History [3 volumes] / F. Curta, A. Holt. — ABC-CLIO, 2016. — ISBN 978-1-61069-566-4.
- Dalrymple, William. Introduction // The Slow Disappearance of the Syriacs from Turkey and of the Grounds of the Mor Gabriel Monastery. — Münster : LIT Verlag, 2012. — P. 7–13. — ISBN 978-3-643-90268-9.
- Debié, Muriel (2009). Syriac Historiography and Identity Formation. Church History and Religious Culture. 89 (1–3): 93–114. doi:10.1163/187124109X408014. Архивировано 2021-12-28. Дата обращения: 2021-02-20. {{cite journal}}: |archive-date= / |archive-url= несоответствие временной метки; предлагается 28 декабря 2021 (справка)
- Dinno, Khalid S. (2017). Harrak, Amir (ed.). The Synods and Canons in the Syrian (Syriac) Orthodox Church in the Second Millennium: An Overview. Journal of the Canadian Society for Syriac Studies. 17: 21–36. doi:10.31826/9781463238940-003. ISBN 978-1-4632-3894-0. S2CID 189674025. Архивировано 2022-03-17. Дата обращения: 2021-02-03. {{cite journal}}: |archive-date= / |archive-url= несоответствие временной метки; предлагается 17 марта 2022 (справка)
- Donabed, Sargon G. syrians of Eastern Massachusetts / Sargon G. Donabed, Ninos Donabed. — Charleston : Arcadia Publishing, 2006. — ISBN 978-0-7385-4480-9.
- Donabed, Sargon G.; Mako, Shamiran (2009). Ethno-cultural and Religious Identity of Syrian Orthodox Christians (PDF). Chronos: Revue d'Histoire de l'Université de Balamand. 19: 69–111. Архивировано (PDF) 2021-01-27. Дата обращения: 2021-01-23. {{cite journal}}: |archive-date= / |archive-url= несоответствие временной метки; предлагается 27 января 2021 (справка)
- Donabed, Sargon G. Reforging a Forgotten History: Iraq and the syrians in the Twentieth Century. — Edinburgh : Edinburgh University Press, 2015. — ISBN 978-0-7486-8605-6.
- Elwell, Walter; Comfort, Philip Wesley (2001), Tyndale Bible Dictionary, Tyndale House Publishers, ISBN 0-8423-7089-7
- Fahlbusch, E. The Encyclodedia of Christianity / E. Fahlbusch, G.W. Bromiley, J.M. Lochman … [и др.]. — Eerdmans Publishing Company, 2008. — ISBN 978-0-8028-2417-2.
- Farag, Lois. The Middle East // Christianities in Asia. — Chichester : John Wiley & Sons, 2011. — P. 233–254. — ISBN 978-1-4443-9260-9.
- Fischbach, Ingrid. Persecution of Christians in Turkey // The Slow Disappearance of the Syriacs from Turkey and of the Grounds of the Mor Gabriel Monastery. — Münster : LIT Verlag, 2012. — P. 171–177. — ISBN 978-3-643-90268-9.
- Gabriyel Akyüz. Osmanlı Devleti'nde Süryani Kilisesi: Osmanlı padişahları tarafından Süryani Kilisesi'nin ruhani liderlerine gönderilen fermanlar :  [тур.]. — Mardin Kırklar Kilisesi, 2001. — ISBN 978-975-8233-09-0.
- Gaunt, David. Massacres, Resistance, Protectors: Muslim-Christian Relations in Eastern Anatolia During World War I / David Gaunt, Jan Beṯ-Şawoce, Racho Donef. — Piscataway, NJ : Gorgias Press, 2006. — ISBN 978-1-59333-301-0.
- Gaunt, David. Relations between Kurds and Syriacs and syrians in Late Ottoman Diyarbekir // Social Relations in Ottoman Diyarbekir, 1870–1915. — Leiden-Boston : Brill, 2012. — P. 241–266. — ISBN 978-90-04-22518-3.
- Ginkel, Jan J. van. History and Community: Jacob of Edessa and the West Syrian Identity // Redefining Christian Identity: Cultural Interaction in the Middle East Since the Rise of Islam. — Leuven : Peeters Publishers, 2005. — P. 67–75. — ISBN 978-90-429-1418-6.
- Ginkel, Jan J. van. The Perception and Presentation of the Arab Conquest in Syriac Historiography: How Did the Changing Social Position of the Syrian Orthodox Community Influence the Account of Their Historiographers? // The Encounter of Eastern Christianity with Early Islam. — Leiden-Boston : Brill, 2006. — P. 171–184. — ISBN 90-04-14938-4.
- Grabar, G.W.B.P.R.L.B.O. Interpreting Late Antiquity: Essays on the Postclassical World / G.W.B.P.R.L.B.O. Grabar, G.W. Bowersock, P. Brown … [и др.]. — Belknap Press of Harvard University Press, 2001. — ISBN 978-0-674-00598-3.
- Griffith, Sidney H. The Beginnings of Christian Theology in Arabic: Muslim-Christian Encounters in the Early Islamic Period. — Aldershot : Ashgate, 2002. — ISBN 978-0-86078-889-8.
- Griffith, Sidney H. Answering the Call of the Minaret: Christian Apologetics in the World of Islam // Redefining Christian Identity: Cultural Interaction in the Middle East Since the Rise of Islam. — Leuven : Peeters Publishers, 2005. — P. 91–126. — ISBN 978-90-429-1418-6.
- Grillmeier, Aloys. Christ in Christian Tradition: The Churches of Jerusalem and Antioch from 451 to 600 / Aloys Grillmeier, Theresia Hainthaler. — Oxford : Oxford University Press, 2013. — Vol. 2/3. — ISBN 978-0-19-921288-0.
- Haar Romeny, Bas ter (2004). The Identity Formation of Syrian Orthodox Christians as Reflected in Two Exegetical Collections: First Soundings. Parole de l'Orient. 29: 103–121. Архивировано 2022-03-17. Дата обращения: 2021-01-23. {{cite journal}}: |archive-date= / |archive-url= несоответствие временной метки; предлагается 17 марта 2022 (справка)
- Haar Romeny, Bas ter (2005). From Religious Association to Ethnic Community: A Research Project on Identity Formation among the Syrian Orthodox under Muslim Rule. Islam and Christian–Muslim Relations. 16 (4): 377–399. doi:10.1080/09596410500250248. S2CID 146155860.
- Haar Romeny, Bas ter. Ethnicity, Ethnogenesis and the Identity of Syriac Orthodox Christians // Visions of Community in the Post-Roman World: The West, Byzantium and the Islamic World, 300–1100. — Farnham : Ashgate Publishing, 2012. — P. 183–204. — ISBN 978-1-317-00136-2.
- Hage, Wolfgang. Das orientalische Christentum. — Stuttgart : Kohlhammer Verlag, 2007. — ISBN 978-3-17-017668-3.
- Hämmerli, Maria. Orthodox Identities in Western Europe: Migration, Settlement and Innovation / Maria Hämmerli, Jean-François Mayer. — Taylor & Francis, 2016. — ISBN 978-1-317-08490-7.
- Hengel, M. Studies in Early Christology. — Bloomsbury Academic, 2004. — ISBN 978-0-567-04280-4.
- Hunter, Erica C. D. The Syrian Orthodox Church // Eastern Christianity and Politics in the Twenty-First Century / Leustean, Lucian N.. — Routledge, 2014. — P. 541–562. — ISBN 978-1-317-81866-3.
- Janin, Raymond (1919). Le rite syrien et les Églises syriennes. Revue des études byzantines (фр.). 18 (115): 321–341. doi:10.3406/rebyz.1919.4214.
- Jarjour, T. Sense and Sadness: Syriac Chant in Aleppo. — Oxford University Press, 2018. — ISBN 978-0-19-063528-2.
- Jastrow, Otto. Ṭuroyo and Mlaḥsô // The Semitic Languages: An International Handbook. — Berlin-Boston : Walter de Gruyter, 2011. — P. 697–707. — ISBN 978-3-11-025158-6.
- Jongerden, Joost. Social Relations in Ottoman Diyarbekir, 1870–1915 / Joost Jongerden, Jelle Verheij. — Brill, 2012. — P. 222–. — ISBN 978-90-04-22518-3.
- Joseph, John. Muslim-Christian Relations and Inter-Christian Rivalries in the Middle East: The Case of the Jacobites in an Age of Transition. — SUNY Press, 1983. — ISBN 978-0-87395-600-0.
- Kaufhold, Hubert (2000). Notizen zur Späten Geschichte des Barsaumo-Klosters. Hugoye: Journal of Syriac Studies. 3 (2). Дата обращения: 2024-02-23.
- Kevorkian, Raymond. The Armenian Genocide: A Complete History. — I.B. Tauris, 2011. — P. 91, 94, 365–366, 368, 371–379, 887, 901. — ISBN 978-0-85773-020-6.
- Kiraz, George A. (2007). Kthobonoyo Syriac: Some Observations and Remarks (PDF). Hugoye: Journal of Syriac Studies. 10 (2): 129–142. Архивировано (PDF) 2021-02-25. Дата обращения: 2021-02-20. {{cite journal}}: |archive-date= / |archive-url= несоответствие временной метки; предлагается 25 февраля 2021 (справка)
- Kiraz, George A. The Syriac Orthodox in North America (1895–1995): A Short History. — Piscataway, NJ : Gorgias Press, 2019. — ISBN 978-1-4632-4037-0.
- Kiraz, George A. Negotiating Identity with the Homeland: The Syriac Orthodox of North America in the Early Twentieth Century // From Polarization to Cohabitation in the New Middle East. — Wiesbaden : Harrassowitz Verlag, 2020. — P. 77–94. — ISBN 978-3-447-11456-1.
- Kitchen, Robert A. The Syriac Tradition // The Orthodox Christian World. — London & New York : Routledge, 2012. — P. 66–77. — ISBN 978-1-136-31484-1.
- Kurian, G. Nelson's Dictionary of Christianity: The Authoritative Resource on the Christian World / G. Kurian, T. Nelson. — Thomas Nelson, 2001. — ISBN 978-1-4185-3981-8.
- Loetscher, L.A. The New Schaff-Herzog Encyclopedia of Religious Knowledge: Embracing Biblical, Doctrinal, and Practical Theology and Biblical, Theological, and Ecclesiastical Biography from the Earliest Times to the Present Day, Based on the 3d Ed. of the Realencyklopädie Founded by J. J. Herzog, and Edited by Albert Hauck, Prepared by More Than Six Hundred Scholars and Specialists Under the Supervision of Samuel Macauley Jackson (editor-in-chief) with the Assistance of Charles Colebrook Sherman and George William Gilmore (associate editors) ... [et. al.].. — Baker, 1977. — ISBN 978-0-8010-7947-4.
- Loosley, Emma. Peter, Paul and James of Jerusalem: The Doctrinal and Political Evolution of the Eastern and Oriental Churches // Eastern Christianity in the Modern Middle East. — London & New York : Routledge, 2010. — P. 1–12. — ISBN 978-1-135-19371-3.
- Markessini, J. Around the World of Orthodox Christianity – Five Hundred Million Strong: The Unifying Aesthetic Beauty. — Dorrance Publishing Company, 2012. — ISBN 978-1-4349-1486-6.
- Masters, B. Christians and Jews in the Ottoman Arab World: The Roots of Sectarianism. — Cambridge University Press, 2004. — ISBN 978-0-521-00582-1.
- Meinardus, O.F.A. The Syrian Jacobites in the Holy City. — Almqvist & Wiksells Boktryckerl AB, 1964.
- Menze, Volker L. Justinian and the Making of the Syrian Orthodox Church. — OUP Oxford, 2008. — ISBN 978-0-19-156009-5.
- Messo, Johny (2011). The Origin of the Terms Syria(n) and Suryoyo: Once Again. Parole de l'Orient. 36: 111–125. Архивировано 2021-10-05. Дата обращения: 2021-02-20. {{cite journal}}: |archive-date= / |archive-url= несоответствие временной метки; предлагается 5 октября 2021 (справка)
- Messo, Johny. Arameans and the Making of syrians: The Last Aramaic-speaking Christians of the Middle East. — Aramaic Press, 2017.
- Meyendorff, John. Imperial Unity and Christian Divisions: The Church 450–680 A.D.. — Crestwood, NY : St. Vladimir's Seminary Press, 1989. — ISBN 978-0-88141-056-3.
- Millar, Fergus (2013). The Evolution of the Syrian Orthodox Church in the Pre-Islamic Period: From Greek to Syriac? (PDF). Journal of Early Christian Studies. 21 (1): 43–92. doi:10.1353/earl.2013.0002. S2CID 170436440. Архивировано (PDF) 2021-01-30. Дата обращения: 2021-01-23. {{cite journal}}: |archive-date= / |archive-url= несоответствие временной метки; предлагается 30 января 2021 (справка)
- Minahan, J. Encyclopedia of the Stateless Nations: A–C. — Greenwood Press, 2002. — ISBN 978-0-313-32109-2.
- Murre van den Berg, Heleen. Syriac Orthodox Church // The Encyclopedia of Christian Civilization. — Malden : Wiley-Blackwell, 2011. — Vol. 4. — P. 2304–2309.
- Murre-van den Berg, Heleen (2013). A Center of Transnational Syriac Orthodoxy: St. Mark's Convent in Jerusalem. Journal of Levantine Studies. 3 (1): 61–83. Архивировано 2021-09-17. Дата обращения: 2021-02-02. {{cite journal}}: |archive-date= / |archive-url= несоответствие временной метки; предлагается 17 сентября 2021 (справка)
- Murre van den Berg, Heleen. Classical Syriac and the Syriac Churches: A Twentieth-Century History // Syriac Encounters: Papers from the Sixth North American Syriac Symposium. — Louvain : Peeters Publishers, 2015. — P. 119–148. — ISBN 978-90-429-3046-9.
- Murre-van den Berg, Heleen. Syriac Identity in the Modern Era // The Syriac World. — London : Routledge, 2019. — P. 770–782. — ISBN 978-1-138-89901-8.
- Neill, Stephen. A History of Christianity in India: The Beginnings to AD 1707. — Cambridge : Cambridge University Press, 2004. — ISBN 978-0-521-54885-4.
- Neill, Stephen. A History of Christianity in India: 1707–1858. — Cambridge : Cambridge University Press, 2002. — ISBN 978-0-521-89332-9.
- Nieper, Jens. The Syrian Orthodox Church: The Aramean Community as an Ecumenical Entity in a Transnational Dimension // The Slow Disappearance of the Syriacs from Turkey and of the Grounds of the Mor Gabriel Monastery. — Münster : LIT Verlag, 2012. — P. 57–62. — ISBN 978-3-643-90268-9.
- Öktem, Kerem (2015). Incorporating the time and space of the ethnic other: Nationalism and space in Southeast Turkey in the nineteenth and twentieth centuries. Nations and Nationalism. 10 (4): 559–578. doi:10.1111/j.1354-5078.2004.00182.x.
- O'Mahony, Anthony. Syriac Christianity in the modern Middle East // The Cambridge History of Christianity: Eastern Christianity. — Cambridge : Cambridge University Press, 2006. — Vol. 5. — P. 511–536. — ISBN 978-0-521-81113-2.
- Ostrogorsky, George. History of the Byzantine State. — Oxford : Basil Blackwell, 1956.
- Özcoşar, Ibrahim (2014). Separation and Conflict: Syriac Jacobites and Syriac Catholics in Mardin in the Eighteenth and Nineteenth Centuries. Byzantine and Modern Greek Studies. 38 (2): 201–217. doi:10.1179/0307013114Z.00000000045. S2CID 162368464. Архивировано 2023-07-08. Дата обращения: 2021-02-20. {{cite journal}}: |archive-date= / |archive-url= несоответствие временной метки; предлагается 8 июля 2023 (справка)
- Özcoşar, Ibrahim. Community, Power, Identity: Identity Crisis of the Ottoman Süryanis // Syriac in its Multi-Cultural Context. — Leuven : Peeters Publishers, 2017. — P. 327–335. — ISBN 978-90-429-3164-0.
- Palmer, Andrew (1991). The History of the Syrian Orthodox in Jerusalem. Oriens Christianus. 75: 16–43. Архивировано 2023-10-18. Дата обращения: 2021-02-02. {{cite journal}}: |archive-date= / |archive-url= несоответствие временной метки; предлагается 18 октября 2023 (справка)
- Parry, Ken. The Blackwell Companion to Eastern Christianity. — John Wiley & Sons, 2010. — ISBN 978-1-4443-3361-9.
- Perczel, István. Syriac Christianity in India // The Syriac World. — London : Routledge, 2019. — P. 653–697. — ISBN 978-1-138-89901-8.
- Saint-Laurent, Jeanne-Nicole Mellon. Missionary Stories and the Formation of the Syriac Churches. — University of California Press, 2015. — P. 94–. — ISBN 978-0-520-96058-9.
- Sato, Noriko (2005). Selective Amnesia: Memory and History of the Urfalli Syrian Orthodox Christians. Identities: Global Studies in Culture and Power. 12 (3): 315–333. doi:10.1080/10702890500202803. S2CID 144800560.
- Seleznyov, Nikolai N. (2013). Jacobs and Jacobites: The Syrian Origins of the Name and its Egyptian Arabic Interpretations. Scrinium: Journal of Patrology, Critical Hagiographyand Ecclesiastical History. 9: 382–398. Архивировано 2021-12-28. Дата обращения: 2021-01-23. {{cite journal}}: |archive-date= / |archive-url= несоответствие временной метки; предлагается 28 декабря 2021 (справка)
- Smith, W. A Dictionary of the Bible: Comprising Its Antiquities, Biography, Geography, and Natural History. — J. Murray, 1863. — P. 73.
- Snelders, Bas. Identity and Christian-Muslim Interaction: Medieval Art of the Syrian Orthodox from the Mosul Area. — Louvain : Peeters Publishers, 2010. — ISBN 978-90-429-2386-7.
- Sommer, Renate. The Role of Religious Freedom in the Context of the Accession Negotiations between the European Union and Turkey - The Example of the Arameans // The Slow Disappearance of the Syriacs from Turkey and of the Grounds of the Mor Gabriel Monastery. — Münster : LIT Verlag, 2012. — P. 157–170. — ISBN 978-3-643-90268-9.
- Swiderski, Richard Michael (1988). Northists and Southists: A Folklore of Kerala Christians. Asian Folklore Studies. 47 (1). Nanzan University: 73–92. doi:10.2307/1178253. JSTOR 1178253.
- Taylor, William. Narratives of Identity: The Syrian Orthodox Church and the Church of England 1895–1914. — Newcastle upon Tyne : Cambridge Scholars Publishing, 2013. — ISBN 978-1-4438-6946-1.
- The Oxford selection of Psalms and hymns, for the use of parish churches. — 1857.
- Thomas, D.R. Syrian Christians Under Islam: The First Thousand Years. — Brill, 2001. — ISBN 978-90-04-12055-6.
- Trigona-Harany, Benjamin. The Ottoman Süryânî from 1908 to 1914. — Piscataway, NJ : Gorgias Press, 2013. — ISBN 978-1-60724-069-3.
- Trimingham, John Spencer. Christianity Among the Arabs in pre-Islamic Times. — London : Longman, 1979. — ISBN 978-0-582-78081-1.
- Weltecke, Dorothea. Contacts between Syriac Orthodox and Latin Military Orders // East and West in the Crusader States: Context, Contacts, Confrontations. — Leuven : Peeters Publishers, 2006a. — Vol. 3. — P. 53–77. — ISBN 978-90-429-1287-8.
- Weltecke, Dorothea. On the Syriac Orthodox in the Principality of Antioch during the Crusader Period // East and West in the Medieval Eastern Mediterranean I: Antioch from the Byzantine Reconquest until the End of the Crusader Principality. — Leuven : Peeters Publishers, 2006b. — P. 95–124.
- Weltecke, Dorothea (2009). Michael the Syrian and Syriac Orthodox Identity. Church History and Religious Culture. 89 (1–3): 115–125. doi:10.1163/187124109X408023. Архивировано 2021-09-11. Дата обращения: 2020-11-25. {{cite journal}}: |archive-date= / |archive-url= несоответствие временной метки; предлагается 11 сентября 2021 (справка)
- Whitehouse, T. Lingerings of light in a dark land: researches into the Syrian church of Malabar. — 1873.
- Wozniak, Marta (2015). From religious to ethno-religious: Identity change among syrians/Syriacs in Sweden (PDF). Joint Sessions of Workshops organized by the European Consortium for Political Research. ECPR. Архивировано (PDF) 2019-10-26. Дата обращения: 2019-07-22. {{cite conference}}: |archive-date= / |archive-url= несоответствие временной метки; предлагается 26 октября 2019 (справка)
- Yakoub, Afram. The Path to syria: A Call For National Renewal. — Södertälje : Tigris Press, 2020.
- Yakup Bilge. Süryanilerin kökeni ve Türkiyeli Süryaniler :  [тур.]. — Y. Bilge, 1991. — ISBN 978-975-95384-0-8.